# Joseph-Marie de Gérando
Joseph Marie, barão de Gérando, nascido Joseph Marie Degérando (Lyon, França, 29 de fevereiro de 1772 – Paris, 10 de novembro de 1842) foi um jurista, filantropo e filósofo francês de ascendência italiana. É também um dos precursores da antropologia.
Estudou na Congregação do Oratório na sua cidade natal.
É famoso pela sua obra de 1804, com o título Histoire comparée des systèmes de philosophie, considérés relativement aux principes des connaissances humaines (História comparada de sistemas de filosofia, considerados relativamente aos princípios do conhecimento humano), a primeira tentativa significativa de uma história crítica das ideias na língua francesa, e pelo seu estudo de 1820 sobre a beneficência, Le visiteur du pauvre (O visitante do pobre). Influenciou Henry David Thoreau, Margaret Fuller, e especialmente Ralph Waldo Emerson, que usou o seu âmbito filosófico extensivamente em apoio ao seu primeiro livro intitulado Nature. 
Foi ainda Par da França.

## Obras principais
- Des Signes et de l'Art de penser considérés dans leurs rapports mutuels, 4 vol., 1799-1800 Texto online 1 2 3 4
- De la Génération des connaissances humaines, mémoire qui a partagé le prix de l'Académie de Berlin sur la question suivante: Démontrer d'une manière incontestable l'origine de toutes nos connaissances…, 1802. Reeditado em Corpus des œuvres de philosophie en langue française, Paris, Fayard, 1990
- Considération sur les diverses méthodes à suivre dans l'observation des peuples sauvages, 1800.
- Le Visiteur du pauvre, 1824. New Edition : Jean-Michel Place, Paris, 1989. Texto online.
- Histoire comparée des systèmes de philosophie, relativement aux principes des connaissances humaines, 4 vol., 1822 Texto online 1 e 2 3 4
- Du Perfectionnement moral, ou de l'Éducation de soi-même, 2 vol., 1824.
- De l'Éducation des sourds-muets de naissance, 2 vol., 1827 Texte en ligne 1 2
- Institutes du droit administratif français, ou Éléments du code administratif, réunis et mis en ordre, 6 vol., 1829-1836 Texto online: Suplemento
- De la Bienfaisance publique, 2 vol., 1839 Texto online 1 e 2
- Des Progrès de l'industrie, considérés dans leurs rapports avec la moralité de la classe ouvrière, 1841
- Histoire de la philosophie moderne, à partir de la renaissance des lettres jusqu'à la fin du XVIIIe siècle, 4 vol., 1847 Texto online
- Les Bons Exemples, nouvelle morale en action, com Benjamin Delessert, 1858 Texto online